# Ross Aloisi
Ross Aloisi (ur. 17 kwietnia 1973 w Adelaide) – australijski piłkarz występujący na pozycji pomocnika oraz trener. Brat innego piłkarza, Johna Aloisi.

## Kariera klubowa
Aloisi karierę rozpoczynał w 1990 roku w zespole Adelaide City. W sezonie 1991/1992 zdobył z nim mistrzostwo NSL oraz NSL Cup. W 1992 roku odszedł do Modbury Jets. Następnie wrócił do Adelaide City, a w 1993 roku przeszedł do belgijskiego K Boom FC. W pierwszej lidze belgijskiej zadebiutował 19 sierpnia 1992 w wygranym 3:2 meczu z Royal Antwerp FC. W sezonie 1992/1993 w barwach Boom rozegrał cztery ligowe spotkania.
Potem wrócił do Australii, gdzie występował w zespołach Enfield City, Brunswick Pumas, Thomastown Devils, Melbourne SC oraz West Adelaide Sharks.
W 1997 roku Aloisi został zawodnikiem szwajcarskiego FC Aarau. W pierwszej lidze szwajcarskiej zadebiutował 9 lipca 1997 w wygranym 3:0 meczu z SC Kriens. W Aarau grał przez cały sezon 1997/1998, a na początku następnego odszedł do francuskiego FC Lorient. W sezonie 1998/1999 w jego barwach w Division 1 wystąpił jeden raz, 22 sierpnia 1998 w przegranym 0:1 pojedynku z Olympique Lyon.
W 1999 roku Aloisi przeszedł do austriackiego zespołu Grazer AK. W sezonie 1999/2000 zdobył z nim Puchar Austrii. W 2000 roku przeniósł się do Włoch, gdzie grał w Alzano z Serie C1, a także w Pro Sesto z Serie C2. W 2003 roku odszedł do australijskiego Adelaide United, gdzie występował w sezonie 2003/2004.
W kolejnych latach Aloisi grał w malezyjskim Selangorze, australijskich klubach White City SC i Adelaide United, a także w nowozelandzkim Wellington Phoenix. W 2008 roku zakończył karierę.

## Kariera reprezentacyjna
W reprezentacji Australii Aloisi zadebiutował 24 września 1994 w zremisowanym 0:0 towarzyskim meczu z Kuwejtem. W 1996 roku był w kadrze na letnie igrzyska olimpijskie, zakończone przez Australię na fazie grupowej. W latach 1994–1998 w drużynie narodowej rozegrał 3 spotkania.